# Mielichhoferia microcarpa
Mielichhoferia microcarpa är en bladmossart som beskrevs av Brotherus 1931. Mielichhoferia microcarpa ingår i släktet kismossor, och familjen Bryaceae. Inga underarter finns listade i Catalogue of Life.